# Сухумская крепость
Сухумская крепость — крепость на территории абхазского города Сухум, построенная в античности и именовавшаяся в то время Себастополем.

## История

### Античный период
Крепость была построена римлянами во II веке н. э. как береговое укрепление под названием Себастополис. Об этом говорит и надпись, обнаруженная на плите стены Сухумской крепости в 80-х годах. На ней значилось имя посетившего в 134 году Себастопольскую крепость, по поручению римского императора Адриана, известного путешественника и писателя Флавия Арриана, который прикрепил эту плиту с надписью к крепостной стене и обошел стену и ров.
Археологическое изучение Себастополиса не носило систематического характера.
Начало расцвета городской жизни в Себастополисе падает на вторую половину II в. н. э; в конце же IV начале V в. жизнь в Себастополисе постепенно замирает, а в конце V в. город утратил свое былое значение.
Раскопки Себастополиса продемонстрировали яркую традиционную генетическую связь местной материальной культуры с более ранними местными формами и в то же время дали огромное количество импортной амфорной керамики, краснолаковой и стеклянной посуды.Там сооружались мощные крепости, строители которых использовали совершенную римскую кладку. Все это говорит о том, что Абхазия в этот период была органической, хотя и периферийной частью античного культурного мира, наряду с другими южными районами нашей страны.
Спустя сто лет после своего основания Себастополис становится крупным торговым центром; на это указывают археологические находки, остатки жилых, общественных и культурных зданий, обнаруженные на его территории.
Во время ирано-византийской войны в первой половине VI века крепостные стены Себастополиса были разрушены, но во второй половине VI века, при византийском императоре Юстиниане Августе, они были восстановлены. Позже, в XI—XV вв., стены претерпели изменения и были перестроены.

### XIX век
В 1858 году, при султане Мураде, турки снова перестроили Сухумскую крепость, превратив её в свою военную базу, о чём свидетельствует высеченная над воротами надпись. Вдоль крепостных стен они прорыли глубокие рвы, обложили их камнем и наполнили водой. Крепость получила название Сухум-Кале. Отсюда турки предпринимали опустошительные набеги на мирное население Абхазии.
В конце XVIII века крепость стала резиденцией владетельного князя Абхазии Келеша Чачба (Келеш-бей Шервашидзе).
2 мая 1808 года он был убит. В 1810 году крепость была занята русскими, и турки оставили Сухум на долгие годы.

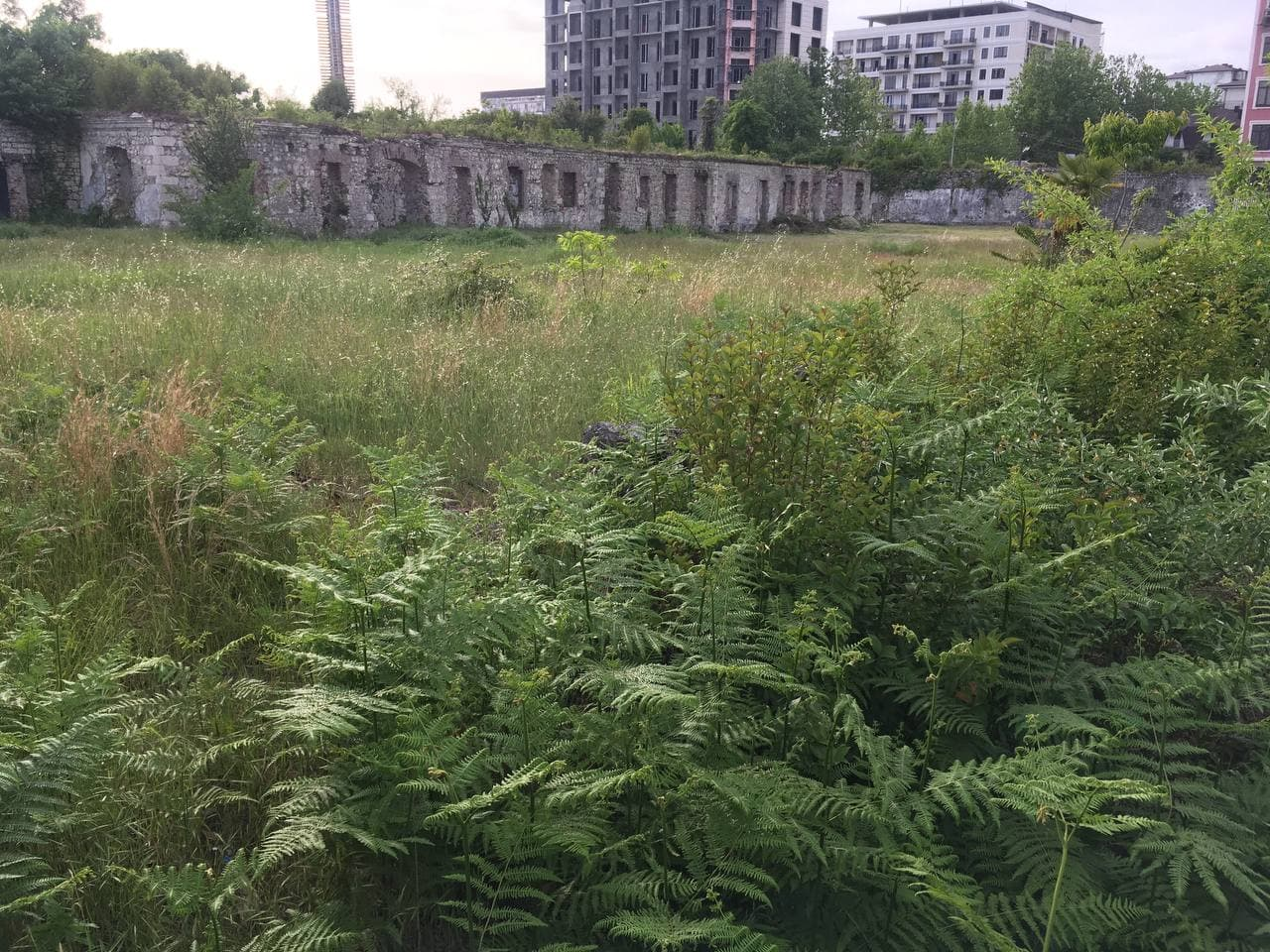

В 30-х годах XIX века гарнизон крепости состоял из двух пехотных рот и команды крепостной артиллерии. Внутри находилось несколько строений, которые были ниже крепостной стены. За южными воротами стояли в два ряда торговые лавки. Оборонительные сооружения были окружены болотами, кишевшими малярийными комарами. Водопровод был разрушен, и солдатам приходилось пить зловонную воду.
В начале 40-х годов, по инициативе генерала Н. Н. Раевского, болото начали осушать. В это время Сухумская крепость представляла собой правильный квадрат, окруженной высокой толстой стеной, довольно крепкой постройки, местами разрушенной временем, отчасти турками, занимавшими Сухум во время Крымской войны 1853—1856 гг. В крепость вели два хода — с восточной и с западной стороны, лишенные своих железных ворот, прежде защищавших вход в неё. Внутри крепости размещался в низких и душных казармах артиллерийский гарнизон, здесь же находилось комендантское управление, старая церковь и дома для офицеров. Они тоже были низкими, по внешнему виду ничем не отличались от казарм и не могли из-за своей ветхости защищать от дождей, которые через крышу свободно проникали в помещения.
Усиление колониального гнета царизма вызвало в 1866 году народное восстание, вспыхнувшее в северо-западной части Абхазии. Около 2 тысяч повстанцев подошли к Сухуму и 28 июля заняли город. Царский гарнизон, запершись в крепости, с трудом сдерживали натиск абхазов; только восьмитысячное подкрепление подоспевшее на помощь осажденным, помешало повстанцем взять крепость и спасло гарнизон от разгрома. 20 августа восставшим крестьянам пришлось сложить оружие. Их руководители — Ханашв Калги, Какучал-ипа и Кизилбек Маргания — в начале декабря 1866 года были расстреляны у крепостной стены.
Во время русско-турецкой войны 1877—1878 гг. турки заняли Сухум и при своем отступлении начисто разграбили город и похитили исторические ценности Сухумской крепости. Так, они увезли из крепости мраморный, богато орнаментированный фонтан, напоминавший бахчисарайский «фонтан слез», воспетый Мицкевичем и Пушкиным. Фонтан до сих пор стоит во дворе старого султанского дворца Топканы в Стамбуле. В современных турецких путеводителях по Стамбулу этот фонтан именуется Сухум-Монументом.
После русско-турецкой войны крепость стала тюрьмой. Для содержания заключенных вначале были приспособлены старые каменные бастионы и деревянные постройки. В конце XIX века в специально построенных камерах содержались политические заключенные.

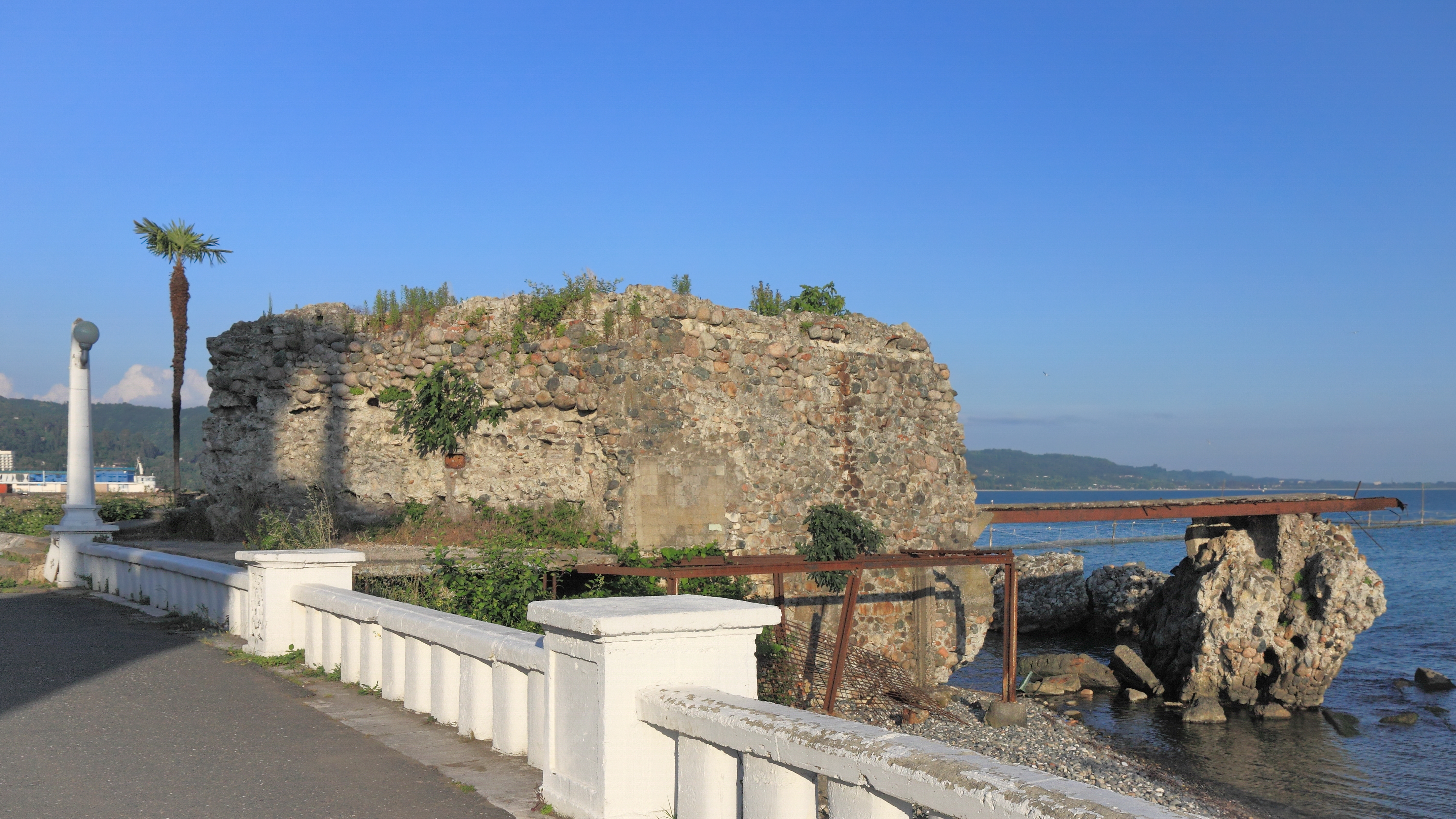

Во время первой русской революции 1905—1907 гг. в ней томились большевики Г. К. Орджоникидзе, Л. И. Готошия, В. З. Конджария и другие.

### Советский период
В период борьбы за установление Советской власти в Абхазии (1917—1921) в Сухумской крепости находилось единственное отдаленное фортификационное сооружение Себастополиса находилось в северо-западной части современного Сухума, в 2-х км. от побережья Сухумской бухты. Оно представляло собой башню на юго-восточной окраине холма, понижающегося в восточном направлении в Батарейное ущелье, а в западном — долину р. Гумиста.

## Расположение
Крепость Сухума находится на участке, где набережная Диоскуров переходит в набережную Махаджиров, напротив её руин находится памятник комсомольцам. К крепости ведут улица Воронова и улица Абазинская. Ближайшая остановка — «Баня».